# 上笹島町
上笹島町（かみささしまちょう）は、愛知県名古屋市中村区の地名。現在の名駅三丁目の一部に相当する。

## 歴史

### 町名の由来
笹島町#町名の由来を参照。

### 行政区画の変遷
- 1901年（明治34年）4月17日 - 名古屋市広井の一部により、同市上笹島町として成立[1]。
- 1908年（明治41年）4月1日 - 西区成立に伴い、同区上笹島町となる[1]。
- 1921年（大正10年） - 町域の西側において、名古屋電気鉄道により名古屋駅前（のち笹島町）停留所 - 那古野町停留所間の路面電車が開業し、以降この通り沿いに商店が増えることとなった[2]。
- 1944年（昭和19年）2月11日 - 中村区成立に伴い、同区上笹島町となる[1]。
- 1977年（昭和52年）10月23日 - 住居表示の実施に伴い、全域が中村区名駅三丁目に編入され、消滅[1]。